# Bruno Berner
Bruno Berner (* 21. November 1977 in Zürich) ist ein ehemaliger Schweizer Fussballspieler und heutiger -trainer.

## Karriere als Spieler

### Vereine
Der Abwehrspieler Bruno Berner, ein gelernter Bankkaufmann, begann seine Fussballprofikarriere 1997 beim Grasshopper Club Zürich. 2002 ging er nach Deutschland in die 2. Bundesliga und spielte beim SC Freiburg, mit dem er 2003 Meister wurde und damit den Aufstieg in die 1. Bundesliga schaffte. 2005 ging er zurück in die Schweiz zum FC Basel. Bei Basel hatte er 32 Super-League-Einsätze, zwei im Schweizer Cup und 12 im UEFA-Cup 2005/06. Am 30. Januar 2007 wechselte er zu den Blackburn Rovers in die englische Premier League, wo er einen Vertrag bis Juni 2008 (mit Option auf ein weiteres Jahr) unterschrieb. Die Verlängerungsoption wurde für die Saison 2008/09 jedoch nicht ausgeübt. Er wechselte daraufhin zu Leicester City.

### Nationalmannschaft
Berner spielte von 2001 bis 2004 auch 16 Mal für die Schweizer Fussballnationalmannschaft und nahm mit ihr an der EM 2004 in Portugal teil. Sein Länderspieldebüt hatte er am 15. August 2001 beim 2:1-Auswärtssieg in Wien gegen Österreich. Sein letztes Länderspiel bestritt er am 6. Juni 2004 beim 1:0-Heimsieg in Zürich gegen Liechtenstein.

## Karriere als Trainer
Von 2013 bis 2015 trainierte er die Jugend des FC Zürich. Im November 2016 übernahm er das Traineramt des FC Tuggen, konnte aber den Abstieg in die 1. Liga nicht verhindern. Zur Saison 2017/18 wechselte er zum SC Kriens in die Promotion League. In der ersten Saison 2017/18 stieg er mit dem SC Kriens in die Challenge League auf.
Auf die Saison 2022/23 hin übernahm er das Traineramt beim Aufsteiger FC Winterthur in der obersten Schweizer Spielklasse.
Am 9. Juni 2023 verkündigte GC, dass sie Bruno Berner als neuen Trainer engagiert hätten. Am 9. April 2024 wurde Berner nach sieben sieglosen Meisterschaftsspielen entlassen. GC befand sich zu dem Zeitpunkt auf Platz 11 der Tabelle.

## Erfolge
als Spieler
Grasshopper Club Zürich
- Schweizer Meister: 1997/98, 2000/01

SC Freiburg
- Aufstieg in die 1. Bundesliga 2003

Leicester City
- Meister der Football League One 2008/09 und Aufstieg in die Football League Championship